# Meristogenys maryatiae
Meristogenys maryatiae es una especie de anfibio anuro de la familia Ranidae.

## Distribución geográfica
Esta especie es endémica del estado de Sabah, en el este de Malasia, en la isla de Borneo. Se encuentra entre los 155 y 1000 m sobre el nivel del mar en el rango de Crocker.

## Publicación original
- Matsui, Shimada & Sudin, 2010 : A new species of Meristogenys (Amphibia, Anura, Ranidae) from Sabah, Borneo. Zoological Science, Tokyo, vol. 27, n.º 1, p. 61-66.[3]